# Tangszan állomás
Tangszan (Dangsan) állomás a szöuli metró 2-es és 9-es vonalának állomása Jongdungpho-ku (Yeongdeungpo-gu) kerületben. Több koreai sorozatot is forgattak a közelben, például a Szépek és gazdagokat vagy az Irist.

## Viszonylatok
| 2-es vonal                                                                  | 2-es vonal    | 2-es vonal                                                           |
| --------------------------------------------------------------------------- | ------------- | -------------------------------------------------------------------- |
| Jongdungpho-ku cshong (Yeongdeungpo-gu cheong) (külső oldal) Városháza felé | fő vonal      | Hapcsong (Hapjeong) (belső oldal) Cshungdzsongno (Chungjeongno) felé |
| 9-es vonal                                                                  |               |                                                                      |
| Szonjudo (Seonyudo) Kehva (Gaehwa) felé                                     | személyvonat  | Parlament Veteránkórház felé                                         |
| Jomcshang (Yeomchang) Kimpho (Gimpo) repülőtér felé                         | expresszvonat | Joido (Yeouido) Veteránkórház felé                                   |